# Hans Hass

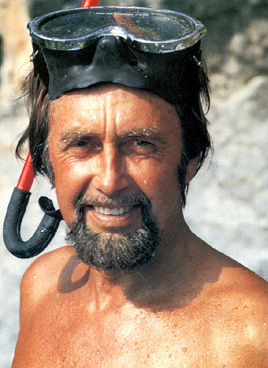
Hans Hass

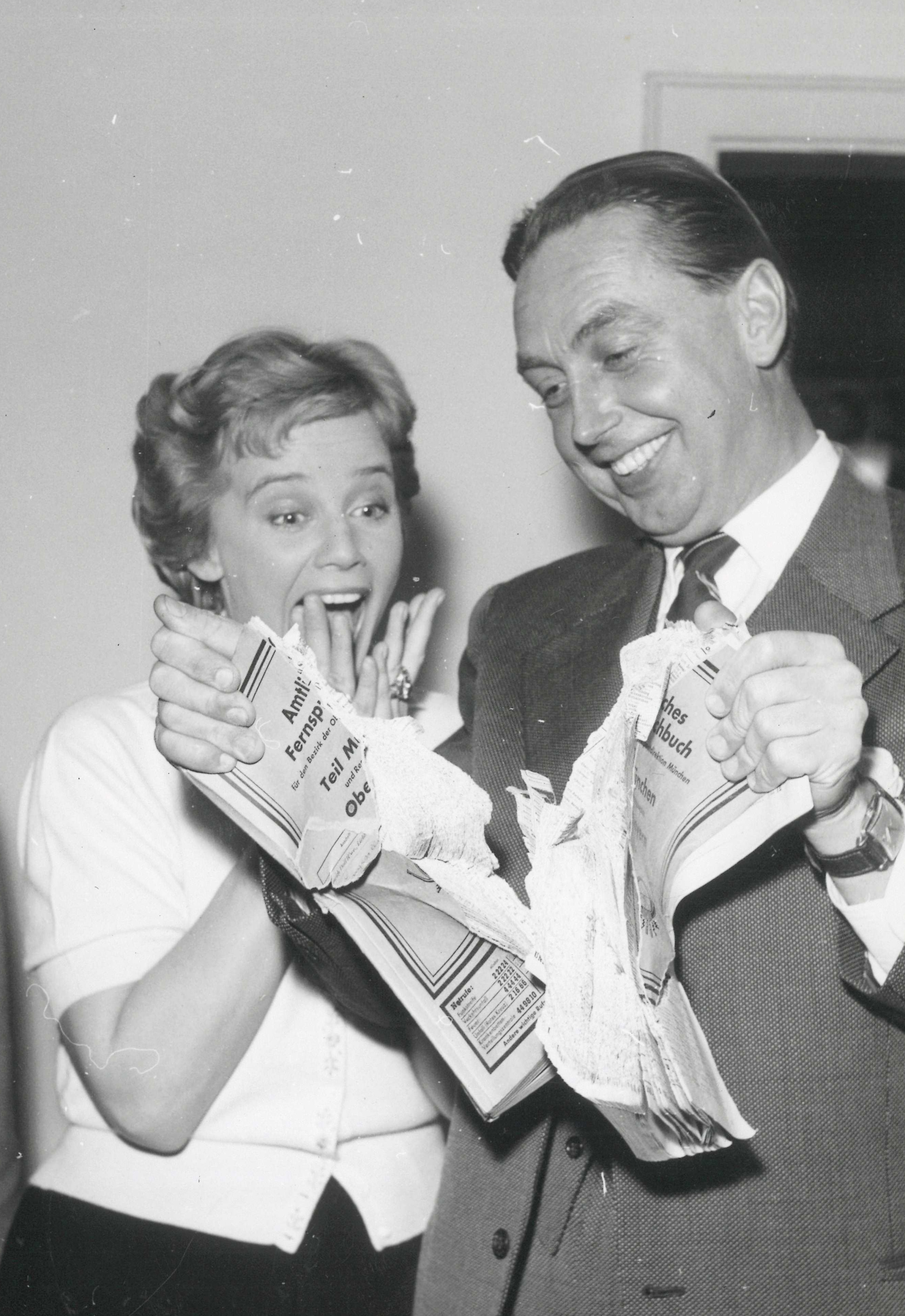
Der Meeresforscher Hans Hass führte 1950 den Trick des zerrissenen Telefonbuches vor, den er von Felix Graf von Luckner gelernt hatte

Hans Heinrich Julius Hass (zuvor Haß, * 23. Jänner 1919 in Wien; † 16. Juni 2013 ebenda) war ein österreichischer Zoologe und Meeresforscher, der vor allem durch seine Dokumentarfilme über Haie und seinen Einsatz für den Umweltschutz bekannt wurde.

## Leben

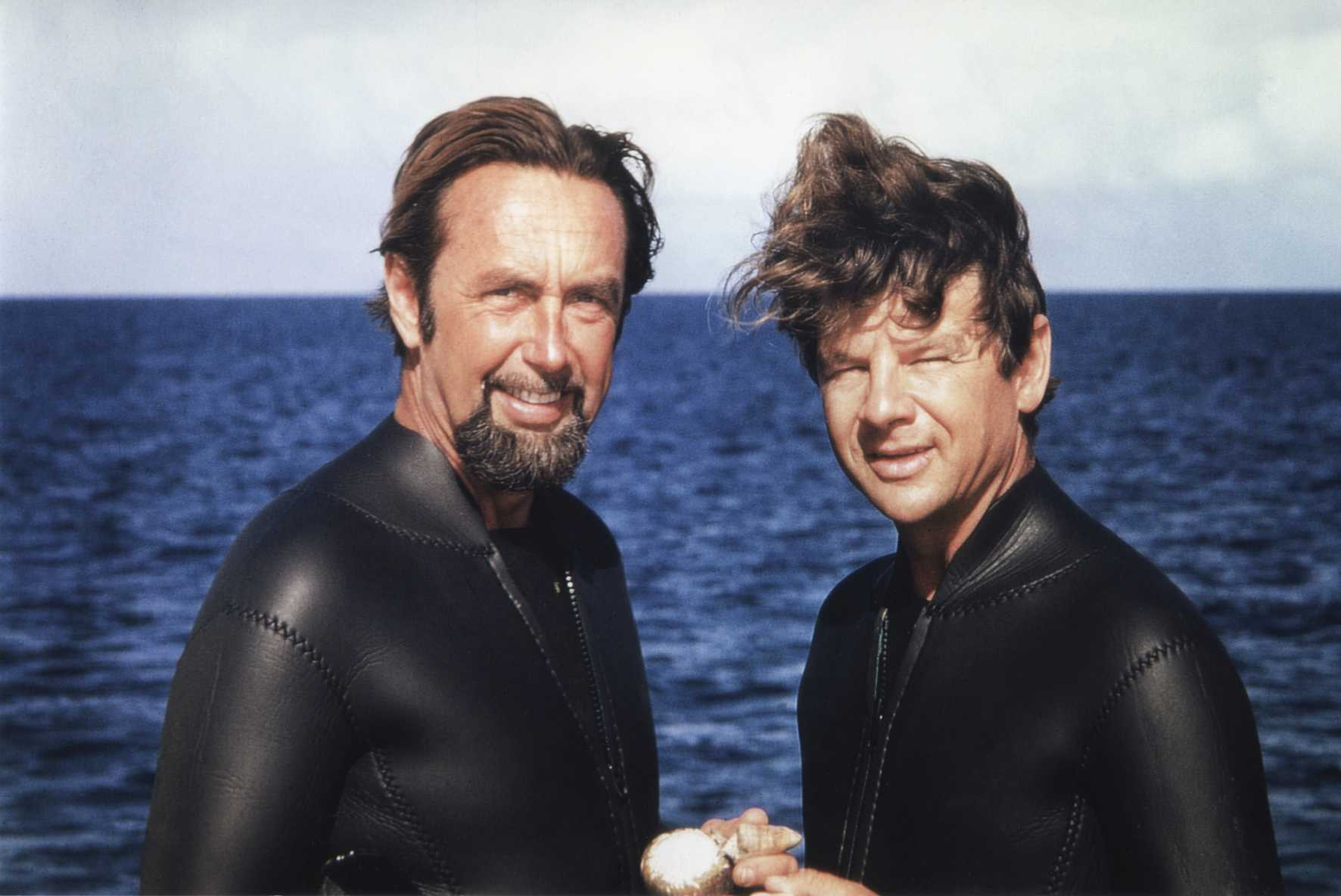
Hans Hass (links) und Irenäus Eibl-Eibesfeldt (1972)

Hans Hass, noch in den 1950er Jahren „Haß“ geschrieben, wurde als Sohn des Rechtsanwalts Hans Hugo Raimund Vincenz Haß (* 18. Mai 1879 in Wien; † 1954) und dessen Ehefrau Meta (eigentlich: Margaretha Antonia Josefine Haß; geborene Brausewetter; * 16. Juni 1890 in Wagram bei Leobersdorf; † 4. Februar 1944 in Wien), in Wien geboren und am 13. April 1919 in der Wiener Votivkirche auf den Namen Hans Heinrich Julius getauft. Seine Eltern hatten am 2. Dezember 1917 in der Pfarre Kottingbrunn geheiratet.
Seine Mutter war die Tochter von Charles Brausewetter (auch: Carl (auch Karl) Natango Brausewetter; * 14. Oktober 1857 in Wagram), Betreiber der Ersten oesterreichischen Terrakotta (Tonwaren) Fabrik zu Wagram bei Leobersdorf an der Südbahn Victor Brausewetter, und dessen Ehefrau Pauline „Paula“ Maria (geborene Pelz; * 26. Oktober 1869 in Wien; ab 1879: Pelz von Felinau). Nach dem Tod seiner Ehefrau im Jahr 1944 heiratete der Vater am 22. September 1948 standesamtlich in zweiter Ehe.
Hass besuchte das Theresianum in Wien und schloss die Schule 1937 ab. Prägend für sein Interesse an der Meeresbiologie war seine Maturareise 1937 an die französische Riviera mit Unterwasserjagden und Unterwasserfotografie.
1939 organisierte Hans Hass eine Reise nach Curaçao und Bonaire (niederländische Kolonien) mit seinen Freunden Alfred von Wurzian und Jörg Böhler. Dort drehte er seinen ersten Film, bei dem er erstmals die freischwimmende Filmmethode verwendete. Da inzwischen der Zweite Weltkrieg begonnen hatte, kehrten die drei Freunde über die Vereinigten Staaten, Japan, China und die Sowjetunion – 1939/1940 noch nicht in den Krieg involviert – ins (Groß-)Deutsche Reich zurück.
Wegen einer Gefäßkrankheit der Füße (Raynaud-Syndrom) wurde Hans Hass bei Kriegsausbruch nicht zur Wehrmacht eingezogen; beim Marschieren reduziert sich die Durchblutung der Füße in gefährlicher Weise. Ab Herbst 1940 besaß er für die Produktion von Unterwasser-Dokumentarfilmen als sogenannter „unabhängiger Produzent“ über die UFA den Status „unabkömmlich“, was ihn bis Kriegsende vom Militärdienst bewahrte.
Nach der Karibik-Expedition und ersten Fachartikeln stieg Hass 1940 vom Studium der Rechtswissenschaften auf Zoologie um. Eine weitere Expedition führte ihn 1942, ein Jahr nach der Besetzung Griechenlands, in die Ägäis zur Pilion-Halbinsel, zu den Nördlichen Sporaden und nach Santorin. Mit dabei war erstmals auch Alfons Hochhauser, der als Ortskundiger, Dolmetscher und Fischerei-Experte unentbehrlich war. Hass erprobte dabei ein neues Regenerations-Tauchgerät und nutzte es in Verbindung mit Flossen erstmals für das Schwimmtauchen. Er setzte zum Anlocken von Haien auch das illegale Verfahren der Dynamitfischerei ein. Die dabei entstandenen Foto- und Filmaufnahmen von Haien sind heute von großer wissenschaftlicher Bedeutung.
Von 1941 bis 1945 wohnte Hass im Haus Sommerfeld zusammen mit seiner Managerin Dorothea Schneider-Lindemann. Im Februar 1944 promovierte er an der Berliner Friedrich-Wilhelms-Universität im Fach Zoologie mit einer Dissertation über die zu den Moostierchen gehörenden Neptunschleier (Reteporidae beziehungsweise Phidoloporidae). In seiner Dissertation ehrte er seinen akademischen Lehrer Heinrich Jacob Feuerborn, indem er eine neue Moostierchenart beschrieb, die er Sertella feuerbornii nannte (heute Reteporella feuerbornii (Hass, 1948)). Bis Kriegsende widmete er sich vorwiegend der Fertigstellung seines letzten Expeditionsfilms.
Eines seiner Hauptanliegen war, den Menschen die Angst vor Haien zu nehmen, denn sie verwehrte den ungezwungenen Zugang zur Unterwasserwelt.
Nach dem Zweiten Weltkrieg ging sein Forschungsschiff durch Beschlagnahme verloren; er wandte sich der Anthropologie und Evolutionsbiologie zu. 1947 wurde sein Film „Menschen unter Haien“, der bereits 1942 als Ufa-Kulturfilm begonnen worden war, in Zürich uraufgeführt. Es folgten Verträge mit Herzog-Film (München) und Sascha-Film (Wien) sowie – nach zwei Expeditionen zum Roten Meer – zwei Xarifa-Expeditionen gemeinsam mit dem Biologen Irenäus Eibl-Eibesfeldt. Die während der zweiten Xarifa-Expedition 1957/1958 zu den Malediven gesammelten Informationen waren 2007 der Gegenstand einer vergleichenden Studie über die Veränderungen unter Wasser.
Ein Film darüber – „Unternehmen Xarifa“ – erschien 1954. Das neue Forschungsschiff Xarifa musste sich teilweise durch Tauchsafaris im Roten Meer und mit Hilfe der BBC finanzieren. Als Kapitän des Schiffes fungierte Johann Diebitsch, der 1957 als Kommandant der Pamir ums Leben kam. Die Xarifa selbst wurde 1960 von Hass wieder verkauft.

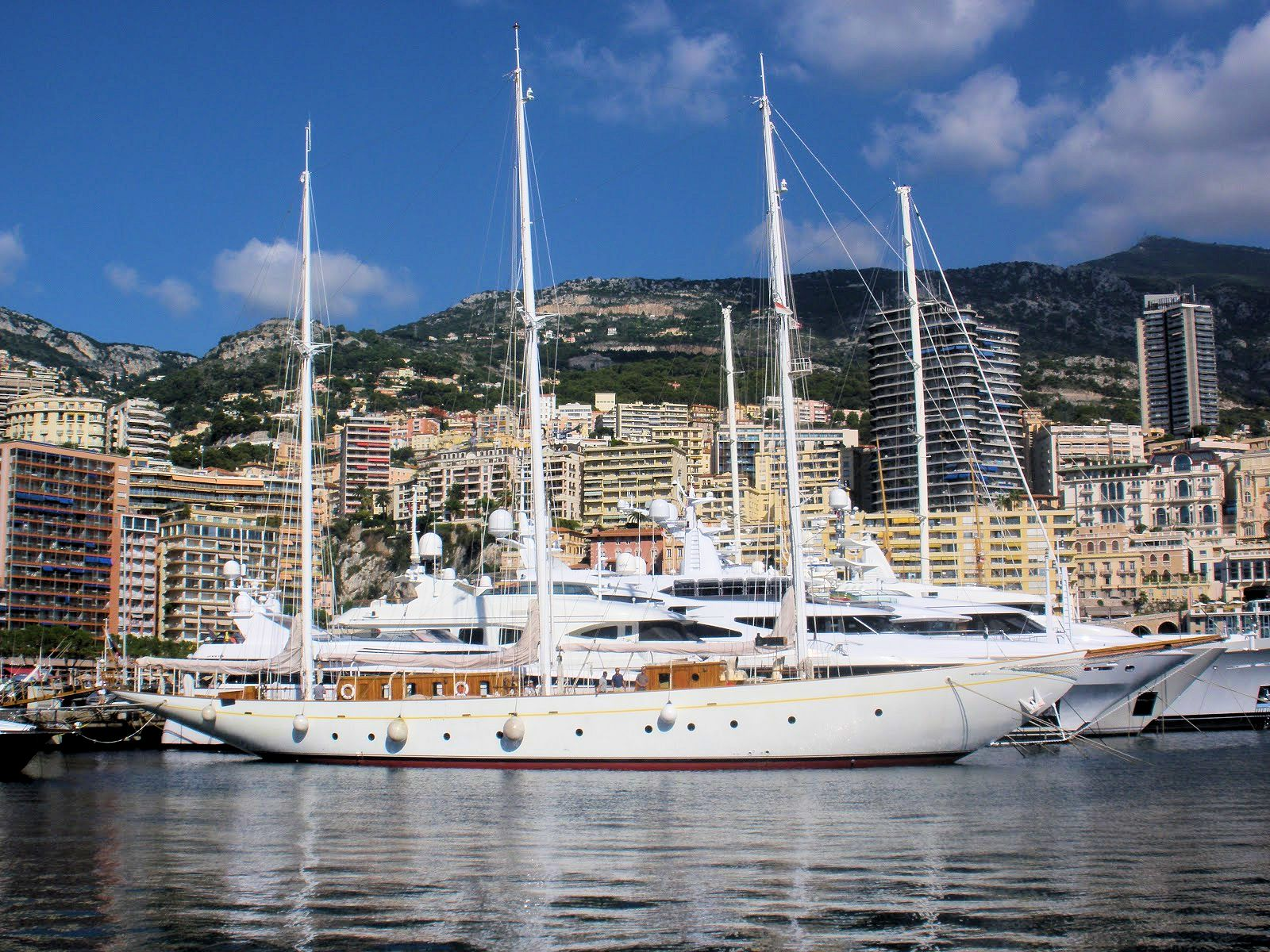
Forschungsschiff Xarifa 2007 im Hafen von Monaco

Nach Expeditionen in Ostafrika und Südasien entstanden 1959 erste Fernsehserien, 1961 erstmals auch über Landlebewesen. Es folgten Verhaltensforschung und 1963 bis 1966 die Energontheorie – die Basis seiner folgenden Arbeiten: Kombiniert mit Managementstrategie publizierte Hass 1969 über Gemeinsamkeiten zur Evolution. In den Siebzigern behandelte er Umwelt- und Wirtschaftsthemen und erhielt 1977 den Berufstitel „Professor“ – der aber nicht mit einer akademischen Beförderung oder einem Lehrstuhl an der Universität verbunden war.
1983 begannen langjährige Studien und zahlreiche Seminare über Raubtierinstinkte im Beruf. Dabei vereinte Hass Meeresbiologie, Verhaltensforschung und Managementtheorien. 1989 wandte er sich wieder Umweltthemen zu.

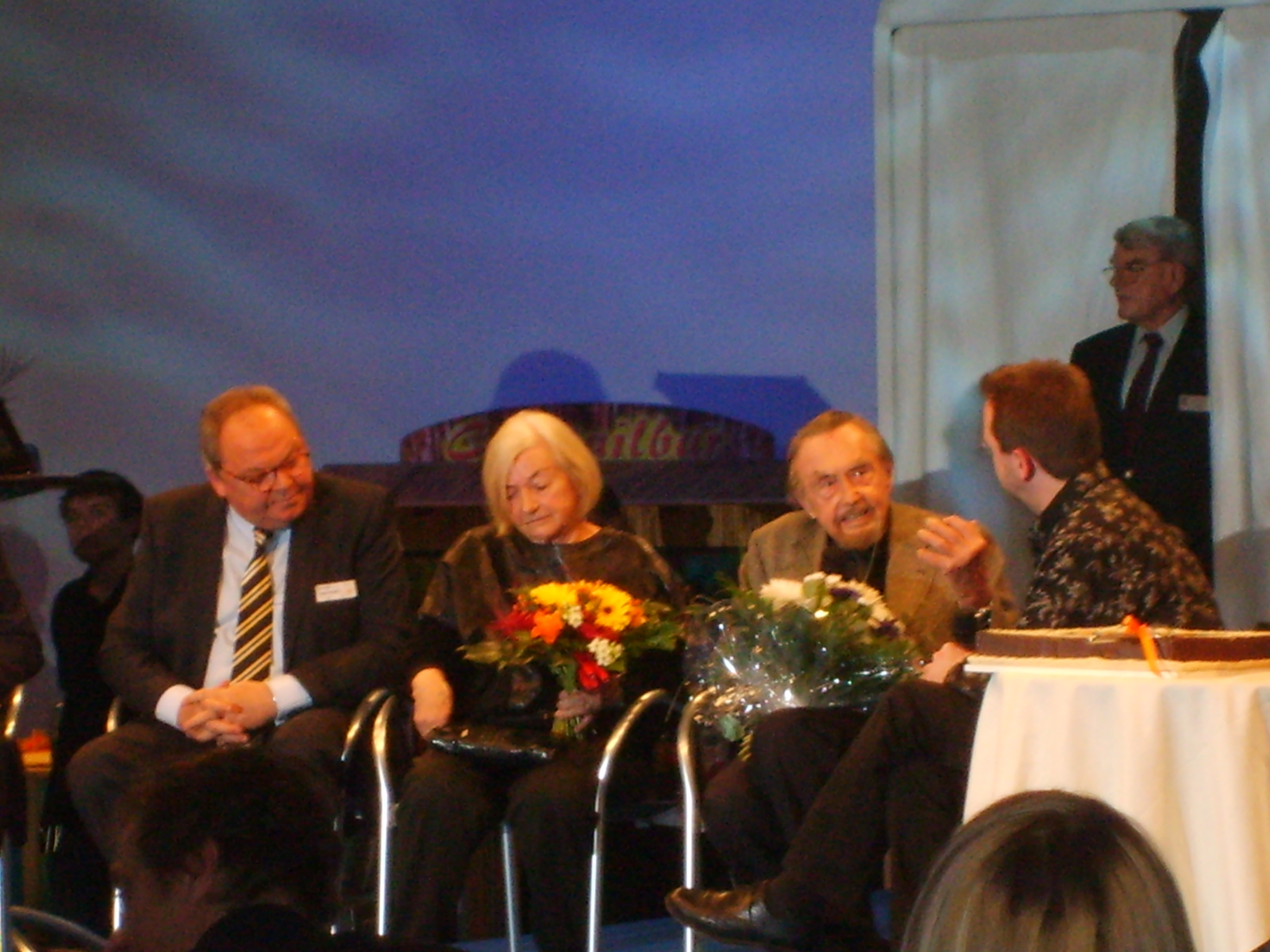
Lotte und Hans Hass auf der boot 2009 an seinem 90. Geburtstag

Wolfgang Klausewitz und Irenäus Eibl-Eibesfeldt benannten 1959 die von ihm bei den Malediven entdeckten Röhrenaale nach ihm und seinem Schiff Xarifa mit Xarifania hassi (die Art wurde mittlerweile in Heteroconger hassi umbenannt).
Hass tauchte im Januar 2005 vor den Malediven, um die Folgen der Tsunamikatastrophe unter Wasser zu untersuchen. Im Januar 2007 nahm er an einer Kreuzfahrt vor Port Sudan teil und unternahm dort ebenfalls einige Tauchgänge.
Im April 2006 gab Hass seinen Wohnsitz in Liechtenstein auf und lebte seitdem wieder in Wien. Dort verstarb er am 16. Juni 2013 und wurde am 22. Juni 2013 auf dem Hietzinger Friedhof, Gruppe 47, Nr. 31 beerdigt. Einen Teil seines Nachlasses hatte Hans Hass dem Naturhistorischen Museum Wien vermacht.

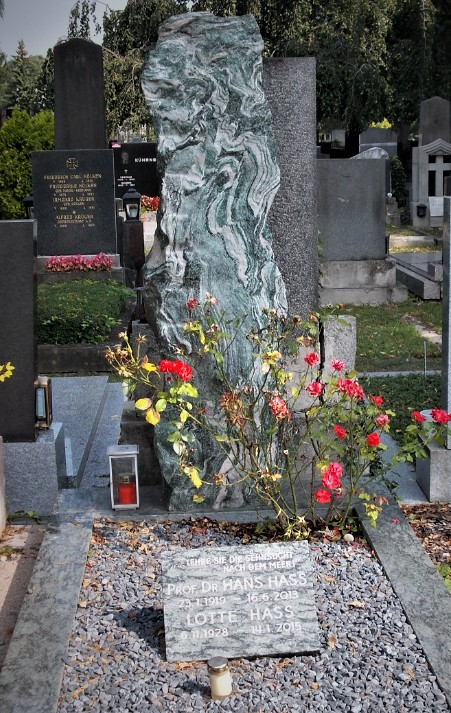
Grabstätte von Hans und Lotte Hass

Seit 2003 wird der Hans Hass Award verliehen.
Aus Anlass der 100. Wiederkehr des Geburtstages von Hans Hass im Januar 2019 veranstaltete das Hans-Hass-Institut für Submarine Forschung und Tauchtechnik zusammen mit dem Aquazoo Löbbecke Museum ein gemeinsames Gedenksymposium zu Ehren des Verstorbenen.

### Familie
1. Ehe mit Hannelore Schroth vom 30. Juni 1945 bis April 1950;[4] Sohn Hans (1946–2009)
2. Ehe mit Charlotte „Lotte“ Baierl ab 29. November 1950 (standesamtlich; ab 6. Februar 1963 auch kirchlich);[4] Tochter Meta (* 1957)

## Energontheorie
Zwischen 1959 und 1970 entwickelte Hass die Energontheorie: Er stellte darin eine neue Sichtweise der Welt und der Stellung des Menschen in ihr dar, die aufgrund von physikalischen Gegebenheiten allgemeine Gesetzmäßigkeiten für alle Entwicklungsformen aufzeigte und sie von der Biologie ausgehend mit einbezog. Das Energonkonzept wurde von Hass als sein „Glasperlenspiel“ bezeichnet, in dem er versuchte, das Begriffssystem verschiedener Wissenschaften zusammenzuführen und durch eine einheitliche Struktur und ein einheitliches Begriffssystem darzustellen. Die Theorie wurde von der akademischen Wissenschaft nicht rezipiert und gilt als pseudowissenschaftlich, da sie vorwiegend mit Analogien arbeite. Nur sehr wenige Autoren beschäftigten sich inhaltlich mit der Energontheorie.
Das Konzept der „Hyperzeller“ leitete Hass aus der Energontheorie ab. Er definierte die aus Zellen bestehenden Organe des Menschen als Funktionsträger und rechnete die Produkte der Technik als zusätzliche Organe, die nach Bedarf ausgetauscht werden können, dem Individuum hinzu. Hass bezeichnete den Menschen, der Werkzeuge verwendet, daher als „Hyperzeller“, charakterisierte den modernen Menschen als wandelbares, flexibles Wesen und nannte ihn „Homo Proteus“ (nach dem griechischen Gott Proteus). Proteus wird beschrieben als Meister der Verwandlung, der jede beliebige Gestalt annehmen konnte – ähnlich einem modernen Menschen, der durch Werkzeuge seinen „Leistungskörper“ durch „künstliche Organe“ ergänzte. Damit gab er dem modernen Konzept des „Mensch-Maschine-Hybrids“, in dem Mensch und Technik verschmelzen, eine naturwissenschaftliche Fundierung.

## Institutsgründungen
Nach der Übersiedlung von Wien nach Berlin gründete Hass am 11. Juni 1941 den „Sonderfonds Hans-Hass Expedition“. Nach Vorlage seines Materials, seiner Sammlungen, der Unterwasseraufnahmen und einer Denkschrift über seine weiteren Pläne hatten die zuständigen Finanzbehörden in Berlin Verständnis und Entgegenkommen gezeigt und die völlige Freistellung des Fonds von der Einkommensteuer zugesagt. Er sollte nur für den Kauf und die Ausrüstung eines Forschungsschiffes bestimmt sein.
1942 gründete Hass in Berlin den Verein „Expedition für biologische Meereskunde“, der ebenfalls steuerbegünstigt war. Nach Kriegsende versuchte Hass zunächst, in Österreich ein ähnlich günstiges Abkommen mit den dortigen Finanzbehörden zu schließen, hatte aber keinen Erfolg. Er verlagerte daraufhin 1950 seinen Wohnort nach Liechtenstein und gründete in Vaduz am 29. November 1950 sein „Internationales Institut für Submarine Forschung (IISF)“. Er einigte sich mit den Steuerbehörden des Fürstentums Liechtenstein auf eine günstige jährliche Pauschalabgabe.
Hans Hass war Gründungsmitglied und Präsident des P.E.N.-Clubs Liechtenstein.
Im Dezember 1999 wurde auf Initiative von Hans Hass das „Internationale Hans-Hass-Institut für Energonforschung (IHHI)“ am Lehrstuhl für Philosophie und Wissenschaftstheorie an der Universität Wien gegründet, das die Übersetzung der Energon-Publikationen von Hans Hass in andere Sprachen und weitere Forschungen in diese neue Richtung unterstützen sollte. Präsident wurde Erhard Oeser, Leiter des Institutes für Wissenschaftstheorie und Wissenschaftsforschung der Wiener Universität. Vizepräsident wurde Wolfgang Fallmann, Vorstand des Institutes für Allgemeine Elektrotechnik und Quantenelektronik an der Technischen Universität Wien. Das IHHI erhielt 2002 eine Forschungsförderung vom österreichischen Bundesministerium für Bildung, Wissenschaft und Kultur. Nach der Emeritierung von Oeser im Jahre 2006 wurde das IHHI nicht mehr weitergeführt.
Das „Internationale Institut für Submarine Forschung (IISF)“ wurde im Dezember 2000 in „Hans-Hass-Institut für Submarine Forschung und Tauchtechnik HIST“ umbenannt und mit der 1994 in Deutschland gegründeten „Forschungsstelle für Tauchgeschichte“ zusammengeführt.

## Technische Neuerungen
1938 begann Hass bei Dubrovnik mit der Unterwasserfotografie. Dafür setzte er selbstgebaute wasserdichte Gehäuse mit serienmäßigen Kameras ein. 1940 fotografierte er erstmals unter Wasser auch in Farbe. Seine Erkenntnisse über Unterwasserfotografie und -film vermarktete er nach dem Krieg, indem er zwei Unterwassergehäuse für Fotokameras gemeinsam mit Industrieunternehmen in die Serie brachte: Die „UW-Leica“ mit Elektronen-Blitzgerät ab 1950 gemeinsam mit der Firma AKG in Wien und die „Rolleimarin“ ab 1954 gemeinsam mit Franke & Heidecke für die Rolleiflex. Die Rolleimarin war sehr erfolgreich und blieb zwei Jahrzehnte lang das Standardwerkzeug für jeden Profi-Unterwasserfotografen.
1941 entwickelte Hass gemeinsam mit dem Drägerwerk durch einige Umbauten aus einem serienmäßigen Tauchretter ein Schwimmtauchgerät. In Verbindung mit Schwimmflossen wurde so eine dreidimensionale Fortbewegungsweise möglich. Er begründete das Schwimmtauchen und legte damit den Grundstein für das moderne Forschungstauchen und den Tauchtourismus.
Hass setzte das neue Tauchgerät erstmals 1942 während seiner Expedition nach Griechenland ein. Es wurde ab 1948 von Dräger unter der Bezeichnung „Kleintauchgerät Modell 138“ serienmäßig produziert und arbeitete auf Sauerstoffbasis. Wegen der bauartbedingten Risiken versuchte Hass bereits 1944, es für die Verwendung mit Heliox umzurüsten. Die Versuche blieben jedoch in der Prototypphase stecken.
1950 experimentierte Hass vor Port Sudan und auch während seiner ersten Xarifa-Expedition 1953/54 mit elektromagnetischen Signalen zum Steuern von Fischschwärmen und zur Abwehr von Haien. Er meldete weltweit Patente an und gründete zur Vermarktung seiner Ideen 1953 das Unternehmen „Elektro-Marina“. Seine Versuche mit der neuen Methode blieben aufgrund verschiedener technischer Probleme jedoch erfolglos, sodass Hass den Patentschutz auslaufen ließ und das Unternehmen auflöste. 1963 bestätigten Versuche von Donald Nelson und Samuel H. Gruber von der University of Miami jedoch das Konzept von Hans Hass.
Gemeinsam mit dem Architekten Karl Schwanzer konstruierte Hans Hass 1973 eine Unterwasserstation. Seine Erfahrungen auf dem Gebiet der Tauchtechnik setzte Hass auch als Dozent an der Technischen Universität Wien und 1977 als Berater der Firma Bruker beim Bau kleinerer Unterseeboote für Meeresforschung, Tourismus und Erdölexploration ein.
1982 arbeitete Hans Hass gemeinsam mit den beiden Liechtensteiner Ingenieuren Jürgen Hermann und Roland Vogler an dem Konzept des weltweit ersten vollwertigen Dekompressionscomputers. Er kam unter dem Namen „Hans Hass Deco-Brain“ auf den Markt. Weltweit wurden etwa 3000 Stück verkauft.
Für seine humanethologischen Studien entwickelte Hass 1962 die „Spiegeltechnik“, damit sich die Gefilmten nicht beobachtet fühlten und möglichst unbeeinflusst verhielten. Er veränderte bei den Aufnahmen auch den normalen Zeitablauf und filmte mit Zeitraffung oder in Zeitlupe. So traten Zusammenhänge und Gesetzmäßigkeiten im Verhalten in Erscheinung, die man normalerweise nicht erkennt. Das Kameraobjektiv mit Umlenkprisma wurde ein grundlegendes Werkzeug für die Humanethologie. Das Max-Planck-Institut für Verhaltensphysiologie setzte diese Technik viele Jahre erfolgreich ein.

## Kritik
Im Rahmen seiner Forschungen beschäftigte sich Hass unter anderem mit der Frage, wie man die Erde vor der Überbevölkerung retten könne. Es solle weltweit durch Gesetze geregelt werden, dass eine Frau höchstens zwei Kinder haben dürfe. Frauen, die „kinderlieb“ seien und es sich leisten können, sollen Gebärrechte von kinderlosen Frauen übernehmen dürfen, schrieb er 2007 in der Tageszeitung Der Standard. Ebenfalls im Standard kritisierten Julius K. Steinberger und Verena Winiwarter vom Institut für Soziale Ökologie der Universität Klagenfurt den Gedanken von Hass.

## Werke
(Auswahl)
- 1939: Jagd unter Wasser mit Harpune und Kamera.
- 1941: Unter Korallen und Haien.
- 1942: Fotojagd am Meeresgrund.
- 1947: Drei Jäger auf dem Meeresgrund.
- 1949: Menschen und Haie.
- 1952: Manta, Teufel im Roten Meer.
- 1954: Ich fotografierte in den 7 Meeren.
- 1957: Wir kommen aus dem Meer.
- 1958: Fische und Korallen.
- 1961: Expedition ins Unbekannte.
- 1968: Wir Menschen. Das Geheimnis unseres Verhaltens.[31]
- 1970: Energon. Das verborgene Gemeinsame.[32]
- 1971: In unberührte Tiefen. Die Bezwingung der tropischen Meere.
- 1972: Vorstoß in die Tiefe. Ein Magazin über Abenteuer bei der Erforschung der Meere.
- 1973: Welt unter Wasser. Der abenteuerliche Vorstoß des Menschen ins Meer.
- 1976: Eroberung der Tiefe. Das Meer – seine Geheimnisse, seine Gefahren, seine Erforschung.
- 1976: Der Hans-Hass-Tauchführer. Das Mittelmeer. Ein Ratgeber für Sporttaucher und Schnorchler.
- 1977: Der Hai. Legende eines Mörders.
- 1978: Zusammen mit Horst Lange-Prollius: Die Schöpfung geht weiter. Station Mensch im Strom des Lebens.[33]
- 1979: Wie der Fisch zum Menschen wurde. Die faszinierende Entwicklungsgeschichte unseres Körpers.
- 1980: Im Roten Meer. Wiederkehr nach 30 Jahren.
- 1985: Stadt und Lebensqualität.
- 1986: Abenteuer unter Wasser. Meine Erlebnisse und Forschungen im Meer.
- 1987: Der Ball und die Rose.
- 1988: Der Hai im Management. Instinkte erkennen und kontrollieren.[34]
- 1991: Vorstoß in unbekannte Meere.
- 1994: Die Hyperzeller. Das neue Menschenbild der Evolution.[35]
- 1996: Aus der Pionierzeit des Tauchens. In unberührte Tiefen.
- 2004: Erinnerungen und Abenteuer.
- 2005: Lebe deinen Traum.
- 2016 (posthum): Aufbruch in eine neue Welt.

Zwischen 1939 und 2005 wurden von Hans Hass 32 deutschsprachige Erstausgaben publiziert, von diesen Titeln erschienen insgesamt 84 verschiedensprachige Übersetzungen. Die Titel mit den meisten Übersetzungen sind Wir kommen aus dem Meer von 1957 (12 verschiedene Ausgaben) und Drei Jäger auf dem Meeresgrund von 1947 (11 verschiedene Ausgaben).
Artikel
- Die Welt im Blauen Licht. In: Geo-Magazin. Hamburg 1980, 4, S. 106–124 (Text zu Fotos von Leni Riefenstahls Tauchausflügen).

## Filmografie
(Auswahl aus etwa 70 TV-Filmen)
- 1942: Pirsch unter Wasser
- 1947: Menschen unter Haien
- 1951: Abenteuer im Roten Meer
- 1954: Unternehmen Xarifa
- 1956: Diving to Adventure. 6-teilige Serie, je 30 Min. in englischer Sprache für die BBC über die bisherigen Expeditionen.
- 1958–1962: Expedition ins Unbekannte
- 1966: Wir Menschen
- 1971: Das Geheimnis der Cheviot Bay. Reise mit Hans Hass jr. zur Cheviot Bay bei Melbourne, wo Harold Holt im Meer einen ungeklärten Tod fand (59 Min.).
- 1971: Unsere Reise mit Kapitän Cook. Erster Teil der Reise mit Irenäus Eibl-Eibesfeldt, Gattin Lotte und Tochter Meta zum Großen Barrierriff, wo das Team zweihundert Jahre nach James Cook dessen Reise bis Kap York nachvollzieht (59 Min.).
- 1972: Die verzauberten Inseln. Fortsetzung der Reise nach Tahiti (59 Min.).
- 1972: Die Pirateninsel. Über die Geschichte von Jamaika und das moderne Jamaika der Touristen (59 Min.).
- 1972: Die Teufelsinsel. Hass durchforscht die Inseln vor der Küste von Französisch-Guayana und folgt den Spuren von Alfred Dreyfus und Henri Charrière (59 Min.).
- 1974: Schüsse in der Tiefe. Hass plädiert für ein weltweites Verbot der Unterwasserjagd (55 Min.).
- 1974: Das Wrack der Toten. Über ein 1943 von der US-Luftwaffe versenktes japanisches Unterseeboot bei Truk und der Bergung der darin umgekommenen Besatzung (45 Min.).
- 1976: Wohnen im Meer. Über die schwimmenden Städte des japanischen Architekten Kiyonori Kikutake und eine vor der japanischen Küste errichtete Unterwasservilla (45 Min.).
- 1977: Rausch ohne Drogen. Rückkehr nach Curaçao, wo 1939 die Unterwasser-Abenteuer von Hass begannen (45 Min.).
- 1977: Fisch unter Fischen. Über den Tauchtourismus auf Bonaire (45 Min.).
- 1979: Tauchen nach Geld. Über den amerikanischen Unterwasserkameramann Stan Waterman (45 Min.).
- 1980: Das Monstrum. Über den Korallenwuchs an zwei Wracks bei Port Sudan (45 Min.).
- 1983: Ein Herr und sein Hund. Über den Panzertauchanzug JIM und ein Unterwasserfahrzeug (45 Min.).
- 1983: Komm ins Meer! 3-teilige Serie, je 30 Min. über die Evolution des Menschen.
- 1984: Das verwandelte Paradies. Über die Untersuchung der ökologischen Veränderungen durch den Tauchtourismus auf den Malediven.
- 1985: Meine Abenteuer und Forschungen im Meer. 13-teilige Serie, je 45 Min. des SDR

### Filme über Hans Hass
- 1994: Ein Leben zwischen Abenteuer und Wissenschaft (50 Min.). Hans-Hass-Special zum 75. Geburtstag. Buch und Regie: Helmut Edelmann. Produktion: Mavis Film, München.
- 1995: Zeugen des Jahrhunderts (60 Min.). Hans Hass im Interview mit Volker Panzer.
- 1999: Tierzeit – Hans Hass wird 80 (30 Min.). Hans Hass im Interview mit Helmut Mülfarth.
- 1999: Hans Hass – der Mann, der das Meer entdeckte (52 Min.). Dokumentarfilm über das Leben von Hans Hass. Eine Koproduktion von ORF, Telcast International München und Cosmos Factory Wien. Buch und Regie: Manfred Christ und Harald Pokieser. Das Original-Filmmaterial von Hans Hass wurde für den Film erstmals digital restauriert. Die englische Fassung hat durch zahlreiche Interviews mit Freunden und Zeitgenossen von Hans Hass in den USA einen von der deutschen Fassung abweichenden Charakter.
- 2006: Dem Paradies auf der Spur (15 Min.). Filmbiografie von Michael Jung über Hans Hass mit reichlich bis dato unveröffentlichtem Bildmaterial als Bonusfilm auf den DVDs.
- 2011: Das Mädchen auf dem Meeresgrund (90 Min.). Verfilmung der ersten Tauchexpedition von Hans Hass im Roten Meer im Jahr 1950 mit Spielfilmcharakter. Die Hauptrollen spielten Yvonne Catterfeld (als Lotte) und Benjamin Sadler (als Hans). Co-Produktion von ZDF und ORF. Regie: Ben Verbong.
- 2014: Wilde Reise: Der letzte Tauchgang (45 Min.). 2007 begaben sich Hass und seine Ehefrau Lotte gemeinsam mit dem Naturfilmer Erich Pröll zum Tauchen an die Küste des Sudan am Roten Meer. Es wurde eine Reise zurück zu den Wurzeln des Taucherehepaares – dahin, wo richtungsweisende Filme wie Abenteuer im Roten Meer entstanden sind. Es sind die Aufzeichnungen der letzten großen Tauchreise des Ehepaars mit Rückblicken auf das Leben und Schaffen von Hans Hass.
- 2019: Exploring Hans Hass (100 Min.) wurde am 23. Jänner 2019 präsentiert von Produzent und Kameramann Sebastian Postl, Graz. Oliver Bruck, Regisseur des Films, hatte 150 Filmdosen in einer Garage in Niederösterreich entdeckt. Sie stammen aus in Hass’ Wiener Büro gelagerten Restbeständen. Laut Aussage der Tochter Meta Raunig-Hass hat Hans Hass selbst sie 2012 bei Auflösung seines Institutes zur Entsorgung freigegeben.[36] Einige unentwickelte Filme wurden im Rahmen der Filmproduktion von einer Wiener Firma entwickelt. Kurt Schaefer, Assistent und Kamerabauer von Hass ist einer der Zeitzeugen, deren Erinnerungen „im Film eine zentrale Rolle spielen“. Kinostart ist für das Frühjahr 2019 geplant.[37]
- 2023: Hans Hass – Pionier der Tiefe (33 min). „Die Dokumentation gibt spannende Einblicke in die Welt von Hans Hass, der mit seinen mehr als 70 Filmen und zahlreichen selbst entwickelten Technologien den Grundstein legte für Unterwasserfilme und -filmemacher, die ihm folgen sollten.“[38] Regie und Buch von Daniela Pulverer, mit Auftritten von Meeresbiologe Laurent Ballesta, Unterwasserkamerafrau Claudia Schmitt und Tochter Meta Raunig-Hass. Produziert vom ZDF, Deutschland. TV-Ausstrahlung am Sonntag, 30. Juli 2023 um 14:55 Uhr.

## Auszeichnungen
- 1949: Erster Preis des Bundeskanzlers für die „beste Filmidee für einen österreichischen Propagandafilm“
- 1950: Goldene Gesellschaftsmedaille der Photographischen Gesellschaft in Wien
- 1951: Der Film Abenteuer im Roten Meer erhielt den Internationalen Preis für lange Dokumentarfilme beim 2. Mostra Internazionale del Film Scientifico e del Documentario d’Arte in Venedig.
- 1956: Die Fernsehserie Diving to Adventure wurde von der BBC zum „Programm des Jahres“ gewählt.
- 1959: Outstanding Underwater Photographer of the Year der Underwater Photographic Society (USA, International Underwater Filmfestival 1959)
- 1974: Ehrenmitglied Verband Deutscher Sporttaucher
- 1977: Berufstitel „Professor“, verliehen durch Wissenschaftsministerin Hertha Firnberg
- 1978: Ehrenmitglied der Europäischen Bildungsgemeinschaft-Verlags GmbH, Stuttgart
- 1984: Ehrenplakette der Confédération Mondiale des Activités Subaquatiques (CMAS) in Gold
- 1987: Wissenschaftsmedaille der Stadt Linz
- 1989: IADS Lifetime Achievement Award der International Association of Diving Schools
- 1994: Goldene Ehrennadel des Verbandes Deutscher Sporttaucher (VDST); Ehrenpräsident Förderkreis Sporttauchen; Reg Vallintine Award for Historical Diving Achievement, UK
- 1995: Benennung einer Tauchstelle in den Malediven als Hans Hass Place[39]
- 1997: Reaching out-Award DEMA (Diving Equipment & Marketing Association) USA. Diving Pioneer-Trophy der Historical Diving Society USA. Diving Pioneer-Award der Historical Diving Society Italia. Österreichisches Ehrenzeichen für Wissenschaft und Kunst[40]
- 1998: Zwei NOGI-Awards für Science und Distinguished Service, USA
- 1999: Ehrenmedaille der Bundeshauptstadt Wien in Gold. Ehrenpräsident PEN-Club Liechtenstein. Konrad-Lorenz-Preis für Umweltschutz. Goldenes Ehrenzeichen der Österreichischen Bundesinnung der Fotografen. Donauland Sachbuchpreis Danubius. Goldenes Lot des Verbandes der Deutschen Vermessungsingenieure
- 2001: Dieter Plage Lifetime Achievement Award für besondere Leistungen auf dem Sektor des Naturfilms (Jackson Hole Wildlife Film Festival, Wyoming, USA)
- 2004: Christopher Parsons Award für besondere Leistungen auf dem Sektor des Naturfilms (Wildscreen-Festival, Bristol)
- 2005: Friedenspreis für Biologie der World Association of Private Schools and Universities for Complementary Healing Practices
- 2006: Cayman Islands International Scuba Diving Hall of Fame Award. Wyland ICON Award. Beneath the Sea Special Award. Pannatura-Preis für die großen Verdienste um den Naturfilm
- 2009: Schmitz-Salue-Medaille des Vereins „Freundeskreis Löbbecke Museum + Aquazoo – Gesellschaft der Zoofreunde“, Düsseldorf
- 2009: Elisabeth-Mann-Borgese-Meerespreis
- 2011: DIVA – Deutscher Entertainment Preis[41]
- 2012: Romy Platin für sein Lebenswerk.[42] Eine Kegelschnecke, die in den Philippinen vorkommt, wurde nach ihm benannt (Protoconus hanshassi).[43][44]
- 2018: Ein Park in Wien wird „Hans-Hass-Park“ getauft.[45]

## Archivbestände
Hans Hass war in seinem Leben überaus produktiv und hinterließ eine große Menge an Dokumenten, Fotos und Filmen. Heute sind diese auf verschiedene Depots verteilt.
Bereits 2000 begann Hass damit, seinen Vorlass zu ordnen und so weit wie möglich für eine Fortführung seiner Arbeiten und Forschungen zu sorgen. Hass übergab alle Aufzeichnungen, Korrespondenzen und Manuskripte, die ab 1960 der Energontheorie zuzuordnen waren, an das „Internationale Hans-Hass-Institut für Energonforschung (IHHI)“. Die Akten des IHHI befinden sich heute im Archiv der Universität Wien. Sämtliche Akten aus den Jahren vor 1960 und alles Fotomaterial bis 2000 gingen an das „Hans Hass Institut für Submarine Forschung und Tauchtechnik (HIST)“, wo sie heute systematisch ausgewertet werden. Akten aus den Jahren nach 2000, Handakten aus seinem Büroarchiv und Splitterbestände wurden 2012 nach der Schließung des Büros an das Naturhistorische Museum in Wien abgegeben.
Kopien und Restmaterial seiner Kinofilme und einiger seiner Fernsehfilme lagerten jahrzehntelang im Archiv des SWR in Stuttgart, im Lager des Wiener Kopierwerks Listo-Film, im Schuppen seines Hauses in Liechtenstein und in Hans Hass’ Büro in Wien. Von 1999 bis etwa 2010 wurde all dieses Material im Auftrag von Hass im Filmarchiv Austria eingelagert. Dazu gehört unter anderem ein 35-mm-Lichtton-Negativ des Films Unternehmen Xarifa, das Hass vom Editor des Films, Peter Graham Scott, im Jahr 2000 zur weiteren Verwahrung aus England erhalten hatte. Das Eastman-Originalnegativ und das Technicolor Dup der ersten Generation von Unternehmen Xarifa gelten als „verschollen“ – das betrifft sowohl die deutsche als auch die englische Fassung. Ebenso verloren gegangen ist das Originalnegativ von Pirsch unter Wasser – vermutlich in den Wirren des 2. Weltkriegs – und das Originalnegativ von Abenteuer im Roten Meer. Ausschussmaterial von einigen seiner Fernsehfilme, Testbelichtungen und stark verschrammte Vorführkopien seiner Kinofilme, die im Kohlenkeller des Wiener Büros gestapelt waren, ließ Hass 2012 entsorgen.
Darüber hinaus befindet sich eine Kopie des Films Abenteuer im Roten Meer im Filmarchiv des deutschen Bundesarchivs und eine Kopie des Films Pirsch unter Wasser im Archiv der Friedrich-Wilhelm-Murnau-Stiftung. Hass’ wissenschaftliche Kurzfilme werden im IWF Wissen und Medien archiviert.
Die Fernsehfilme lagern als Original und als diverse Sendekopien in den Archiven der seinerzeit koproduzierenden Fernsehanstalten (Süddeutscher Rundfunk, ORF, BBC, eventuell auch SRG SSR).
Viele Gegenstände wie Foto- und Filmkameras, Unterwassergehäuse, Tauchgeräte, Bücher und Trophäen wurden 2002 an den Aquazoo Löbbecke Museum in Düsseldorf abgegeben. Inzwischen sind die historischen Gegenstände dort im Rahmen einer Dauerausstellung öffentlich zugänglich.